# 萨门-夏利斯国家森林
萨门-夏利斯国家森林（英語：Salmon-Challis National Forest）位于美国爱达荷州的中东部地区，面积4,235,940英畝（17,142.2平方），是美国本土（不含阿拉斯加）中最大的国家森林之一，林内也有爱达荷州境内最高的山峰——博拉峰。